# Live at the Garden
Live at the Garden è il quarto DVD dei Pearl Jam, registrato dal vivo al Madison Square Garden di New York, l'8 luglio 2003 e pubblicato l'11 novembre 2003.

## Il DVD
Questo è uno show del Riot Act Tour, il primo con il tastierista Boom Gaspar. Il concerto è disponibile anche sul "bootleg ufficiale" 7-8-03 - New York, New York. Il video include varie canzoni bonus, includendo quattro montaggi, come anche l'extra Matt Cam (che già esordì sul DVD Touring Band 2000), dove è possibile vedere e sentire alcune canzoni da una telecamera focalizzata sul batterista Matt Cameron.
Il DVD contiene un'improvvisazione di Mike McCready su Even Flow, della durata di oltre 5 minuti.

## Tracklist

### DVD uno
1. "Love Boat Captain"
2. "Last Exit"
3. "Save You"
4. "Green Disease"
5. "In My Tree"
6. "Cropduster"
7. "Even Flow"
8. "Gimme Some Truth"
9. "I Am Mine"
10. "Low Light"
11. "Faithfull"
12. "Wishlist"
13. "Lukin"
14. "Grievance"
15. "1/2 Full"
16. "Black"
17. "Spin the Black Circle"
18. "Rearviewmirror"

### DVD due
1. "You Are"
2. "Thumbing My Way"
3. "Daughter" (con Ben Harper)
4. "Crown of Thorns"
5. "Breath"
6. "Better Man"
7. "Do the Evolution"
8. "Crazy Mary"
9. "Indifference" (con Ben Harper)
10. "Sonic Reducer" (con Tony Barber dei Buzzcocks)
11. "Baba O'Riley" (con Steve Diggle dei Buzzcocks)
12. "Yellow Ledbetter"

### Canzoni Bonus
- "Throw Your Arms Around Me" (23/2/03, Burswood Dome, Perth, Australia, con Mark Seymour degli Hunters and Collectors)
- "Dead Man" (14/7/03, PNC Bank Arts Center, Holmdel, New Jersey, esecuzione solista di Eddie Vedder)
- "Bu$hleaguer" (missata da varie date)
- "Fortunate Son" (missata da varie date, con Johnny Marr, Betchadupa, Cheetah Chrome, Sleater-Kinney, Corin Tucker, Mike Tyler, Steve Earle, Jack Irons, Ben Harper, Billy Gibbons, Ann e Nancy Wilson degli Heart, Idlewild e i Buzzcocks)
- "Down" (versione studio, con i montaggi della band precedenti allo show)
- "All Those Yesterdays" (audio preso dallo show dell'11/7/03, Tweeter Center, Mansfield, acustica, con montaggi del gruppo)

### Matt Cam
- "Last Exit"
- "Green Disease"
- "Cropduster"
- "You Are"
- "Crown of Thorns"

### Easter Egg
- Il DVD contiene un easter egg nella forma di "Hunger Strike" dello show del 19 luglio 2003, al Palacio de los Deportes, di Città del Messico, Messico, eseguita con Corin Tucker degli Sleater-Kinney. Per accedervi, bisogna scorrere fino a "Black" nella tracklist del disco uno nel menù principale e cliccare due volte con il tasto destro del mouse rapidamente.

## Crediti
- Mike McCready – Chitarra solista
- Matt Cameron – Batteria
- Ed Vedder – Voce, chitarra
- Stone Gossard – Chitarra ritmica
- Jeff Ament – Basso
- Boom Gaspar – Hammond B3, Fender Rhodes
- Filmato da Liz Burns, Steve Gordon, Kevin Shuss, Brandon Vedder
- Editato da Steve Gordon
- Missato da Brett Eliason
- Registrato da John Burton
- Masterizzato da Ed Brooks all'RFI CD Mastering
- Design e Layout di Brad Klausen